# Campeonato Brasileiro Série B 2019
Die Campeonato Brasileiro Série B 2019 war die 38. Spielzeit der zweiten Fußballliga Brasiliens.
Der Wettbewerb startete am 26. April 2019 in seine Saison und endete am 30. November 2019. Die Meisterschaft wurde vom nationalen Verband CBF ausgerichtet.

## Teilnehmer
Die Teilnehmer sind:
| Bundesstaat       | Klub                    | Qualifikation    | Ergebnis | Meistertitel   |
| ----------------- | ----------------------- | ---------------- | -------- | -------------- |
| Alagoas           | Clube de Regatas Brasil | 12. Série B 2018 | 7.       | 0              |
| Bahia             | EC Vitória              | 19. Série A 2018 | 12.      | 0              |
| Goiás             | Atlético Goianiense     | 6. Série B 2018  | 4. ▲     | 1 (2016)       |
| Goiás             | Vila Nova FC            | 7. Série B 2018  | 20. ▼    | 0              |
| Mato Grosso       | Cuiabá EC               | 2. Série C 2018  | 8.       | 0              |
| Minas Gerais      | América Mineiro         | 17. Série A 2018 | 5.       | 2 (1997, 2017) |
| Paraná            | Coritiba FC             | 10. Série B 2018 | 3. ▲     | 2 (2007, 2010) |
| Paraná            | Operário Ferroviário EC | 1. Série C 2018  | 10.      | 0              |
| Paraná            | Londrina EC             | 8. Série B 2018  | 17 ▼     | 1 (1980)       |
| Paraná            | Paraná Clube            | 20. Série A 2018 | 6.       | 1 (1992)       |
| Pernambuco        | Sport Recife            | 18. Série A 2018 | 2. ▲     | 1 (1990)       |
| Rio Grande do Sul | Grêmio Esportivo Brasil | 11. Série B 2018 | 14.      | 0              |
| Santa Catarina    | Criciúma EC             | 14. Série B 2016 | 19 ▼     | 1 (2002)       |
| Santa Catarina    | Figueirense FC          | 15. Série B 2018 | 16.      | 0              |
| São Paulo         | Botafogo FC (SP)        | 3. Série C 2018  | 9.       | 0              |
| São Paulo         | CA Bragantino           | 4. Série C 2018  | 1. ▲     | 1 (1989)       |
| São Paulo         | Guarani FC              | 9. Série B 2018  | 13.      | 1 (1981)       |
| São Paulo         | Oeste FC                | 16. Série B 2018 | 15.      | 0              |
| São Paulo         | AA Ponte Preta          | 5. Série B 2018  | 11.      | 0              |
| São Paulo         | EC São Bento            | 13. Série B 2018 | 18 ▼     | 0              |

## Saisonverlauf
Die vier Besten stiegen in die erste Liga 2020 auf. Die vier schlechtesten stiegen in die Série C 2020 ab.

## Tabelle
| Pl. | Verein                      | Sp. | S  | U  | N  | Tore    | Diff. | Punkte |
| --- | --------------------------- | --- | -- | -- | -- | ------- | ----- | ------ |
| 1.  | CA Bragantino (C)           | 38  | 22 | 9  | 7  | 064:270 | +37   | 75     |
| 2.  | Sport Recife (A)            | 38  | 17 | 17 | 4  | 049:290 | +20   | 68     |
| 3.  | Coritiba FC                 | 38  | 18 | 12 | 8  | 048:340 | +14   | 66     |
| 4.  | Atlético Goianiense         | 38  | 15 | 17 | 6  | 044:290 | +15   | 62     |
| 5.  | América Mineiro (A)         | 38  | 17 | 10 | 11 | 042:340 | +8    | 61     |
| 6.  | Paraná Clube (A)            | 38  | 14 | 14 | 10 | 034:330 | +1    | 56     |
| 7.  | Clube de Regatas Brasil     | 38  | 15 | 10 | 13 | 044:430 | +1    | 55     |
| 8.  | Cuiabá EC (C)               | 38  | 13 | 13 | 12 | 040:400 | ±0    | 52     |
| 9.  | Botafogo FC (SP) (C)        | 38  | 13 | 11 | 14 | 038:380 | ±0    | 50     |
| 10. | Operário Ferroviário EC (C) | 38  | 13 | 11 | 14 | 032:410 | −9    | 50     |
| 11. | AA Ponte Preta              | 38  | 11 | 14 | 13 | 041:390 | +2    | 47     |
| 12. | EC Vitória (A)              | 38  | 11 | 12 | 15 | 042:480 | −6    | 45     |
| 13. | Guarani FC                  | 38  | 12 | 8  | 18 | 027:370 | −10   | 44     |
| 14. | Grêmio Esportivo Brasil     | 38  | 11 | 11 | 16 | 031:470 | −16   | 44     |
| 15. | Oeste FC                    | 38  | 8  | 17 | 13 | 041:490 | −8    | 41     |
| 16. | Figueirense FC              | 38  | 7  | 20 | 11 | 031:350 | −4    | 41     |
| 17. | Londrina EC                 | 38  | 11 | 6  | 21 | 037:530 | −16   | 39     |
| 18. | EC São Bento                | 38  | 10 | 9  | 19 | 046:540 | −8    | 39     |
| 19. | Criciúma EC                 | 38  | 8  | 15 | 15 | 030:380 | −8    | 39     |
| 20. | Vila Nova FC                | 38  | 7  | 18 | 13 | 027:400 | −13   | 39     |

| (A) | Absteiger aus Série A 2018  |
| (C) | Aufsteiger aus Série C 2018 |

## Torschützenliste
| Pl. | Nat.        | Spieler     | Klub                    | Tore |
| --- | ----------- | ----------- | ----------------------- | ---- |
| 1   | Brasilianer | Guilherme   | Sport Recife            | 17   |
| 2   | Brasilianer | Fábio       | Oeste FC                | 15   |
| 3   | Brasilianer | Léo Ceará   | Clube de Regatas Brasil | 14   |
|     | Brasilianer | Hernane     | Sport Recife            | 14   |
|     | Brasilianer | Roger       | AA Ponte Preta          | 14   |
|     | Brasilianer | Zé Roberto  | Sport Recife            | 14   |
| 7   | Brasilianer | Rodrigão    | Coritiba FC             | 13   |
|     | Brasilianer | Ytalo       | CA Bragantino           | 13   |
| 9   | Brasilianer | Léo Gamalho | Criciúma EC             | 12   |
|     | Brasilianer | Mike        | Atlético Goianiense     | 12   |

### Hattrick
| Spieler    | Klub          | Gegner       | Ergebnis | erzielte Tore                    | Spieltag | Quelle |
| ---------- | ------------- | ------------ | -------- | -------------------------------- | -------- | ------ |
| Hernane    | Sport Recife  | Londrina EC  | 3:2      | 30′, 58′, 75′                    | 5.       | [ 1 ]  |
| Zé Roberto | EC São Bento  | Londrina EC  | 4:2      | 25′ (Strafstoß), 34′, 45+3′, 54′ | 18.      | [ 2 ]  |
| Claudinho  | CA Bragantino | EC São Bento | 3:0      | 44′, 49′, 78′ (Strafstoß)        | 26.      | [ 3 ]  |

|  | Alle Tore in einer Halbzeit, lupenreiner Hattrick |

## Vorlagengeberliste
| Pl. | Nat.        | Spieler        | Verein                  | Vorlagen | Tore | Spiele |
| --- | ----------- | -------------- | ----------------------- | -------- | ---- | ------ |
| 1   | Brasilianer | Claudinho      | CA Bragantino           | 11       | 8    | 34     |
| 2   | Brasilianer | Élvis          | Oeste FC                | 7        | 3    | 33     |
|     | Brasilianer | Mazinho        | Oeste FC                | 7        | 2    | 34     |
|     | Brasilianer | Paulinho       | Cuiabá EC               | 7        | 3    | 26     |
|     | Brasilianer | Rodolfo        | EC São Bento            | 7        | 2    | 23     |
|     | Brasilianer | Aderlan Silva  | CA Bragantino           | 7        | 1    | 30     |
| 7   | Brasilianer | Alisson Farias | Clube de Regatas Brasil | 6        | 6    | 35     |
|     | Brasilianer | Felipe         | Clube de Regatas Brasil | 6        | 6    | 24     |
|     | Brasilianer | Guilherme      | Sport Recife            | 6        | 17   | 35     |
|     | Brasilianer | Matheuzinho    | Atlético Goianiense     | 6        | 2    | 29     |
|     | Brasilianer | João Paulo     | América Mineiro         | 6        | 1    | 31     |